# Мнеме (спутник)
Мнеме (от др.-греч. Μνήμη) — нерегулярный спутник Юпитера, известный также как Юпитер XL.

## Открытие
Был обнаружен 6 февраля 2003 года группой астрономов из Гавайского университета под руководством Скотта Шеппарда и получил временное обозначение S/2003 J 21. В марте 2005 года Международный астрономический союз присвоил спутнику официальное название Мнеме, имя одной из муз.

## Орбита
Мнеме совершает полный оборот вокруг Юпитера на расстоянии в среднем 21 069 000 км за 620 дней и 58 минут. Орбита имеет эксцентриситет 0,2273. Наклон ретроградной орбиты к локальной плоскости Лапласа 148,6°. Принадлежит к группе Ананке.

## Физические характеристики
Диаметр Мнеме составляет около 2 км. Плотность оценивается 2,6 г/см³. Спутник состоит предположительно из преимущественно силикатных пород. Очень тёмная поверхность имеет альбедо 0,04. Звёздная величина равна 23,3m.